# Afatinib
Afatinib, một trong những tên thương mại là Gilotrif, là một loại thuốc được sử dụng để điều trị ung thư phổi không tế bào nhỏ (NSCLC). Afatinib thuộc nhóm thuốc ức chế tyrosine kinase. Sử dụng bằng đường uống.
Thuốc được sử dụng để điều trị các trường hợp NSCLC có đột biến trong các gen thụ thể yếu tố phát triển biểu bì (EGFR).

## Tác dụng
Nó đã nhận được chấp thuận  để điều trị ung thư phổi không tế bào nhỏ, mặc dù có một số bằng chứng mới cho rằng thuốc có tác dụng trên một số loại ung thư khác như ung thư vú.

## Tác dụng không mong muốn
Tác dụng không mong muốn thường gặp bao gồm:
Rất phổ biến (>10%)
Tiêu chảy (>90%)
Mụn dạng phát ban, viêm da
Viêm dạ dày
Viêm móng
Giảm cảm giác ngon miệng
Chảy máu mũi
Ngứa
Khô da
Thường gặp (1-10%)
Mất nước
Thay đổi vị giác
Khô mắt
Viêm đường tiết niệu
Viêm môi
Sốt
Ngạt mũi
Hạ Kali máu
Đỏ mắt
Tăng ALT
Tăng AST
Hội chứng tay - chân (Hand - foot syndrome)
Giật cơ
Tổn thương thận hoặc suy thận
Phổ biến (0.1-1% tần số)
- Viêm giác mạc
- Bệnh phổi kẽ

## Cơ chế hoạt động
Giống như lapatinib và neratinib, afatinib là một chất ức chế không hồi phục thụ thể phát triển biểu bì người 2 (Her2) và thụ thể yếu tố tăng trưởng biểu bì (EGFR) kinase. Afatinib là không chỉ có tác dụng như thuốc ức chế tyrosine kinase thế hệ thứ nhất như erlotinib hoặc gefitinib, mà còn có khả năng chống lại các đột biến như T790M không nhạy cảm với điều trị chuẩn. Vì thuốc có khả năng chống lại Her2, nên đang được nghiên cứu ứng dụng cho ung thư vú cũng như các loại dung thư khác có cơ chế do EGFR và Her2.

Afatinib liên kết cộng hóa trị với cysteine số 797 của thụ thể yếu tố phát triển biểu bì (EGFR) qua phản ứng Michael (IC_{50} = 0.5 nM).

## Thử nghiệm lâm sàng
Vào tháng 1 năm 2015, một thử nghiệm lâm sàng giai đoạn III trên những bệnh nhân NSCLC cho thấy thuốc kéo dài tuổi thọ ở ung thư phổi không tế bào nhỏ dạng biểu mô tuyến giai đoạn IV với đột biến EGFR loại del 19 so với hóa trị cisplatin cùng năm  (33 tháng so với 21 tháng). Nó cũng cho thấy có tác dụng mạnh trên đột biến exon 18 (đặc biệt là G719) và hiện đang là ưu tiên điều trị EGFR - TKI cho đột biến exon 18 (đặc biệt  là G719x).
Thử nghiệm lâm sàng giai đoạn II trên ung thư vú có Her 2 dương tính được các tác giả báo cáo là khá hứa hẹn, với 19 trong 41 bệnh nhân được hưởng lợi từ afatinib. Thử nghiệm giai đoạn III mù đôi đang được thực hiện. Her2-âm tính cho thấy đáp ứng hạn chế hoặc không có đáp ứng với thuốc.